# Rosfjord
El fiordo de Rosfjord o Rosfjordfjord (en noruego: Rosfjordfjorden) es un fiordo, y también una playa, de Noruega localizado en aguas del mar del Norte, en la costa suroccidental de la península escandinava. Administrativamente sus riberas pertenecen al municipio de Lyngdal del condado de Agder.
El puerto de Agnefest tiene una historia que se remonta al menos a 1771. Debido a la alta salinidad del agua del fiordo, este pocas veces se congela, por lo que es un puerto adecuado.
En la parte inferior del fiordo se encuentra playa de Rosfjord, donde hay tanto un campamento como un hotel. El camping comercial se remonta en el lugar al año 1934. En la década de 1970 se construyeron varias casas de campo, y el hotel Rosfjord Strandhotell que data de 1986.